# Euastrum everettense
Euastrum everettense là một loài Song tinh tảo trong họ Desmidiaceae, thuộc chi Euastrum.